# أسماك الرغثوث
ولا ينبغي الخلط بينها وبين جنس الرغثوث (فطر).
أسماك الرغثوث أو تريفلي كاذب (الاسم العلمي: Lactarius)، سمك بحري من رتبة الفرخيات، وهو العضو الوحيد في فصيلة أسماك البرغثوثيات. مواطنها الأصلية في المحيط الهندي من شرق أفريقيا إلى جنوب شرق آسيا، وفي غرب المحيط الهادي من اليابان إلى كوينزلاند، أستراليا، وهناك تقارير عن وجودها في فيجي.